# إدواردو كوستا (ممثل)
إدواردو كوستا (بالإيطالية: Edoardo Costa)‏ هو عارض وممثل إيطالي، ولد في 7 أغسطس 1967 بفاريزي في إيطاليا.

## أعمال

### أفلام
- (2007) موت قاسي 4[4][5][6]

## وصلات خارجية
- إدواردو كوستا على موقع IMDb (الإنجليزية)
- إدواردو كوستا على موقع قاعدة بيانات الفيلم (الإنجليزية)